# Woodworm
Woodworm Publishing, in precedenza Woodworm Label, è un'etichetta discografica indipendente italiana, con sede ad Arezzo. Ha vinto nel 2014 e nel 2016 il Premio MEI come miglior etichetta indipendente italiana.

## Caratteristiche
Woodworm pubblica dischi di artisti italiani indipendenti. Dal 2011 ha pubblicato più di 80 dischi nei formati CD, vinile e digitale. Ha pubblicato album anche con licenza Creative Commons BY-NC-SA, come Hỳbris (2013) dei Fast Animals and Slow Kids e Bioscop (2014) e Schegge di Shrapnel (2016) del Wu Ming Contingent.
Dal 2015 la società si occupa anche del settore manageriale curando alcuni artisti del panorama italiano quali Francesco Motta, The Zen Circus, Fast Animals and Slow Kids, Edda, La Rappresentante di Lista, Rancore, Mudimbi, Nada.
Dal 2018 Woodworm si occupa anche di editoria, costituendo una società editoriale autonoma.

## Artisti
Artisti rappresentati al 1 gennaio 2025.
- Andrea Appino
- Birthh
- Malika Ayane
- Calibro 35
- Brucherò nei pascoli
- Fast Animals and Slow Kids
- La Rappresentante di Lista
- Sarafine
- Tommaso Colliva

## Catalogo
| Numero di catalogo | Titolo                                                      | Artista                                     | Data di pubblicazione              | Formati                       |
| ------------------ | ----------------------------------------------------------- | ------------------------------------------- | ---------------------------------- | ----------------------------- |
| WW001              | Hermann                                                     | Paolo Benvegnù                              | 18 febbraio 2011                   | Vinile                        |
| WW002              | αω                                                          | Eveline                                     | 10 giugno 2011                     | Vinile                        |
| WW003              | Evolvotron                                                  | Quakers and Mormons                         | 5 aprile 2011                      | Vinile                        |
| WW004              | …for a happy decline                                        | The Cyclops                                 | 9 marzo 2012                       | CD                            |
| WW005              | The Wildlife Variations                                     | Julie's Haircut                             | 4 giugno 2012                      | Vinile                        |
| WW006              | La dieta dell'imperatrice                                   | Umberto Maria Giardini                      | 5 ottobre 2012                     | Vinile                        |
| WW007              | Quintale                                                    | Bachi da pietra                             | 7 gennaio 2013                     | Vinile                        |
| WW008              | Hỳbris                                                      | Fast Animals and Slow Kids                  | 18 marzo 2013                      | CD, vinile, digitale          |
| WW009              | Urna elettorale                                             | The Crazy Crazy World of Mr. Rubik          | 18 febbraio 2013                   | Vinile                        |
| WW010              | Ognuno di noi è un po' Anticristo                           | Umberto Maria Giardini                      | 23 settembre 2013                  | CD                            |
| WW011              | Ashram Equinox                                              | Julie's Haircut                             | 7 ottobre 2013                     | CD, vinile                    |
| WW012              | Cuore tarlato A.D. 2013                                     | AA. VV.                                     | 21 settembre 2013                  | Digitale                      |
| WW013              | Il lavoro mobilita l'uomo                                   | Appino                                      | 23 settembre 2013                  | Vinile 7"                     |
| WW014              | Cavalli (Deluxe Edition)                                    | Fast Animals and Slow Kids                  | gennaio 2014                       | CD                            |
| WW015              | L'amore non è bello                                         | Dente                                       | marzo 2014                         | Vinile                        |
| WW016              | Non c'è due senza te                                        | Dente                                       | marzo 2014                         | Vinile                        |
| WW017              | Santa Massenza                                              | Gazebo Penguins, Johnny Mox                 | 10 maggio 2014                     | Vinile                        |
| WW018              | Uno bianca                                                  | Bologna Violenta                            | febbraio 2014                      | CD, vinile                    |
| WW019              | Bioscop                                                     | Wu Ming Contingent                          | 18 aprile 2014                     | CD, vinile, digitale          |
| WW020              | Alaska                                                      | Fast Animals and Slow Kids                  | 3 ottobre 2014                     | CD, vinile                    |
| WW021              | Earth Hotel                                                 | Paolo Benvegnù                              | 17 ottobre 2014                    | CD, doppio vinile             |
| WW022              | Nilla! Villa!                                               | Matteo Toni                                 | 7 novembre 2014                    | CD                            |
| WW023              | See the Colors Through the Rain                             | The Rust and the Fury                       | 19 settembre 2014                  | CD                            |
| WW024              | Obstinate Sermons                                           | Johnny Mox                                  | 15 gennaio 2015                    | CD, vinile                    |
| WW025              | Giovanni Truppi                                             | Giovanni Truppi                             | 23 gennaio 2015                    | CD, vinile                    |
| WW026              | Perfect Laughter                                            | Sycamore Age                                | 20 febbraio 2015                   | CD, vinile                    |
| WW027              | Protestantesima                                             | Umberto Maria Giardini                      | 20 febbraio 2014                   | Doppio vinile                 |
| WW028              | Prove complesse                                             | Fratelli Calafuria                          | 13 marzo 2015                      | CD                            |
| WW029              | Grande raccordo animale                                     | Appino                                      | 15 luglio 2015                     | Vinile                        |
| WW030              | In concerto a cuor contento                                 | Giovanni Lindo Ferretti                     | 15 luglio 2015                     | CD, vinile                    |
| WW031              | Mr. Newman                                                  | Scisma                                      | 15 ottobre 2015                    | CD, vinile                    |
| WW032              | Armstrong                                                   | Scisma                                      | 15 ottobre 2015                    | Doppio vinile                 |
| WW033              | Rosemary Plexiglas                                          | Scisma                                      | 15 ottobre 2015                    | Doppio vinile                 |
| WW034              | Omnibus                                                     | Scisma                                      | 15 ottobre 2015                    | Box vinile                    |
| WW035              | Facciamo niente insieme                                     | Alì                                         | 26 febbraio 2016                   | CD                            |
| WW036              | Schegge di Shrapnel                                         | Wu Ming Contingent                          | 12 febbraio 2016                   | CD, vinile, digitale          |
| WW037              | La fine dei vent'anni                                       | Motta                                       | 18 marzo 2016                      | CD, vinile                    |
| WW038              | Austerità                                                   | Spartiti                                    | 11 marzo 2016                      | LibroCD, vinile               |
| WW039              | La nostra piccola guerra quotidiana                         | Nu Bohemien                                 | 3 marzo 2016                       | CD                            |
| WW040              | Uccideteli tutti! Dio riconoscerà i suoi                    | Fuzz Orchestra                              | 8 aprile 2016                      | CD, vinile                    |
| WW041              | Anice in bocca                                              | Dente                                       | 7 marzo 2016                       | CD, vinile                    |
| WW042              | Perle per porci                                             | Giorgio Canali & Rossofuoco                 | 18 marzo 2016                      | CD, vinile                    |
| WW043              | Litania                                                     | Giovanni Lindo Ferretti e Ambrogio Sparagna | 24 giugno 2016                     | LibroCD                       |
| WW044              | La giusta distanza                                          | Giorgieness                                 | 8 aprile 2016                      | CD                            |
| WW045              | C'è un me dentro di me                                      | Giovanni Truppi                             | 22 aprile 2016                     | CD                            |
| WW046              | Plancton                                                    | Alessandro Fiori                            | 4 novembre 2016                    | CD, vinile                    |
| WW047              | 3460608524                                                  | Nobraino                                    | 11 novembre 2016                   | CD, vinile                    |
| WW048              | H3+                                                         | Paolo Benvegnù                              | 3 marzo 2017                       | CD, vinile                    |
| WW049              | Cannibale                                                   | Le capre a sonagli                          | 10 marzo 2017                      | CD, vinile                    |
| WW050              | Forse non è la felicità                                     | Fast Animals and Slow Kids                  | 3 febbraio 2017                    | CD, vinile                    |
| WW051              | Graziosa utopia                                             | Edda                                        | 24 febbraio 2017                   | CD, vinile                    |
| WW052              | Tornano sempre                                              | Angela Baraldi                              | 24 febbraio 2017                   | CD, vinile                    |
| WW053              | Servizio d'ordine                                           | Spartiti                                    | 23 gennaio 2017                    | CD                            |
| WW054              | Solopiano                                                   | Giovanni Truppi                             | 31 marzo 2017                      | Vinile                        |
| WW055              | Semper biot                                                 | Edda                                        | 2 giugno 2017                      | Vinile                        |
| WW056              | Odio i vivi                                                 | Edda                                        | 2 giugno 2017                      | Vinile                        |
| WW057              | Siamo tutti stanchi                                         | Giorgieness                                 | 27 ottobre 2017                    | CD                            |
| WW058              | Ansia e disagio                                             | Giancane                                    | 24 novembre 2017                   | CD, vinile                    |
| WW059              | Volevo fare bene                                            | La Notte                                    | 19 gennaio 2018                    | CD                            |
| WW060              | Dunk                                                        | Dunk                                        | 12 gennaio 2018                    | CD, vinile                    |
| WW061              | Super                                                       | Paletti                                     | 26 gennaio 2018                    | CD                            |
| WW062              | Il fuoco in una stanza                                      | The Zen Circus                              | 2 marzo 2018                       | CD, vinile                    |
| WW063              | Fidatevi                                                    | Ministri                                    | 9 marzo 2018                       | CD, vinile                    |
| WW064              | Overnight                                                   | Vanarin                                     | 23 marzo 2018                      | CD, vinile                    |
| WW065              | Fumare                                                      | Ministri                                    | 29 giugno 2018                     | Vinile 7"                     |
| WW066              | Umani, vento e piante                                       | Campos                                      | 9 novembre 2018                    | CD, vinile                    |
| WW067              | Go Go Diva                                                  | La Rappresentante di Lista                  | 14 dicembre 2018                   | CD, vinile                    |
| WW068              | È un momento difficile, tesoro                              | Nada                                        | 18 gennaio 2019                    | CD, vinile                    |
| WW069              | Fru fru                                                     | Edda                                        | 22 febbraio 2019                   | CD, vinile                    |
| WW070              | Vivi si muore 1999-2019                                     | The Zen Circus                              | 8 febbraio 2019                    | CD, vinile                    |
| WW071              | L'originale                                                 | Dunk                                        | gennaio 2019                       | Vinile 7"                     |
| WW072              | Nobodypanic                                                 | ⁄handlogic                                  | 3 maggio 2019                      | CD, vinile                    |
| WW073              | I racconti delle nebbie                                     | Paolo Benvegnù e Nicholas Ciuferri          | 1º marzo 2019                      | CD, libro                     |
| WW074              | Garagara Yagi                                               | Le capre a sonagli                          | 8 marzo 2019                       | CD                            |
| WW075              | Materiale domestico                                         | Nada                                        | 8 novembre 2019                    | Doppio CD, doppio vinile      |
| WW076              | Castaways Without a Storm                                   | Sycamore Age                                | 11 dicembre 2020                   | Vinile                        |
| WW077              | Urlo gigante                                                | Gulino                                      | 6 marzo 2020                       | CD, vinile                    |
| WW078              | Quando ero satanista                                        | Tonno                                       | 28 agosto 2020                     | Box CD                        |
| WW079              |                                                             |                                             |                                    |                               |
| WW080              | Unplugged in San Lorenzo                                    | Giancane                                    | 10 luglio 2020                     | Vinile                        |
| WW081              | Latlong                                                     | Campos                                      | 27 novembre 2020                   | CD, vinile                    |
| WW082              | Toccaterra                                                  | Emma Nolde                                  | 4 settembre 2020                   | Digitale, CD                  |
| WW083              | Nove canzoni che non ricordo di aver scritto                | Nove                                        | 9 novembre 2020                    | Digitale                      |
| WW084              | È già domani                                                | Fast Animals and Slow Kids                  | 17 settembre 2021                  | CD, vinile                    |
| WW085              | My Mamma                                                    | La Rappresentante di Lista                  | 5 marzo 2021                       | CD, vinile                    |
| WW086              | Zafferano                                                   | Colla Zio                                   | 28 maggio 2021                     | Digitale                      |
| WW087              | EP1                                                         | PIOVE.                                      | 11 giugno 2021                     | Digitale                      |
| WW088              | Spinoff                                                     | Tonno                                       | 4 giugno 2021                      | Digitale                      |
| WW089              | Cronaca nera e musica leggera                               | Ministri                                    | 14 maggio 2021                     | Vinile                        |
| WW090              | Bastardi a mano armata (Original Motion Picture Soundtrack) | Emanuele Frusi                              | 16 febbraio 2021                   | Digitale                      |
| WW091              | Singolarità                                                 | Lorenzo Kruger                              | 10 settembre 2021                  | CD, vinile                    |
| WW092              | Strappati lungo i bordi                                     | Giancane                                    | 17 novembre 2021                   | Vinile                        |
| WW093              | Firenze sotto vetro (Original Motion Picture Soundtrack)    | Emanuele Frusi                              | 28 maggio 2021                     | Digitale                      |
| WW094              | La vita nuova                                               | AA. VV.                                     | 29 ottobre 2021                    | Digitale                      |
| WW095              | Questo non è un cane                                        | Claver Gold                                 | 16 settembre 2022                  | CD, vinile, digitale          |
| WW096              | Solo fiori                                                  | Paolo Benvegnù                              | 28 aprile 2023                     | Vinile, digitale              |
| WW097              | Giuramenti                                                  | Ministri                                    | 6 maggio 2022                      | CD, vinile, digitale          |
| WW098              | Rockabilly Carter                                           | Colla Zio                                   | 17 febbraio 2023                   | CD, vinile, digitale          |
| WW099              | Nello stesso destino                                        | La Notte                                    | 25 novembre 2022                   | CD, digitale                  |
| WW100              | È inutile parlare d'amore                                   | Paolo Benvegnù                              | 12 gennaio 2024                    | CD, vinile. digitale          |
| WW101              | Miracolo                                                    | Piove.                                      | 13 gennaio 2023 24 febbraio 2023   | Vinile, digitale              |
| WW102              | Dormi                                                       | Emma Nolde                                  | 30 settembre 2022 11 novembre 2022 | CD, vinile, digitale          |
| WW103              | Formazione titolare                                         | Materazi Future Club                        | 10 marzo 2023 2 dicembre 2022      | Vinile, digitale              |
| WW104              | Miracolosamente illesi                                      | Tonno                                       | 18 novembre 2022                   | Vinile + CD, digitale         |
| WW105              | Il testamento (10º anniversario)                            | Appino                                      | 3 marzo 2023                       | CD, vinile, digitale          |
| WW106              | Tutto male                                                  | Appino                                      | 9 giugno 2023                      | CD, vinile, digitale          |
| WW107              | Humanize                                                    | Appino                                      | 17 novembre 2023                   | CD, vinile, digitale          |
| WW108              | Terezin (Original Motion Picture Soundtrack)                | Emanuele Frusi                              | 27 gennaio 2023                    | Digitale                      |
| WW109              | Ghicci ghicci                                               | Brucherò nei pascoli                        | 19 maggio 2023                     | Vinile, digitale              |
| WW110              | Live with Orchestra                                         | La Rappresentante di Lista                  | 14 aprile 2023                     | CD, vinile, digitale          |
| WW111              | Fast Animals and Slow Kids – Dal vivo con orchestra         | Fast Animals and Slow Kids                  | 15 dicembre 2023                   | CD, vinile, digitale          |
| WW112              | Palo                                                        | Brucherò nei Pascoli                        | 17 ottobre 2023                    | Vinile, digitale              |
| WW113              |                                                             |                                             |                                    |                               |
| WW114              | Punkinari                                                   | Materazi Future Club                        | Digitale                           | 12 aprile 2024                |
| WW115              |                                                             |                                             |                                    |                               |
| WW116              |                                                             |                                             |                                    |                               |
| WW117              | Amici come prima                                            | Colla Zio                                   | 10 novembre 2023                   | Digitale                      |
| WW118              |                                                             |                                             |                                    |                               |
| WW119              | Questo non è un cane / Domo                                 | Claver Gold                                 | 5 aprile 2024                      | CD, vinile, digitale          |
| WW120              |                                                             |                                             |                                    |                               |
| WW121              | Le vecchie maniere                                          | Appino                                      | 28 giugno 2024                     | Vinile 10"                    |
| WW122              | Hotel Esistenza                                             | Fast Animals and Slow Kids                  | 25 ottobre 2024                    | CD, vinile, digitale          |
| WW123              | Piccoli fragilissimi film – Reloaded                        | Paolo Benvegnù                              | 11 ottobre 2024                    | CD, vinile, digitale, box set |